# Nystalea parsoni
Nystalea parsoni är en fjärilsart som beskrevs av William Schaus 1928. Nystalea parsoni ingår i släktet Nystalea och familjen tandspinnare. Inga underarter finns listade i Catalogue of Life.